# Discographie de Joe Henderson
Cette page décrit la discographie de Joe Henderson (1937-2001), saxophoniste de Jazz.

## En tant que leader

### Par ordre chronologique
- 1963 : Page One (Blue Note)
- 1964 : Our Thing (en) (Blue Note)
- 1965 : In 'n Out (Blue Note)
- 1966 : Inner Urge (Blue Note)
- 1966 : Mode for Joe (Blue Note)
- 1967 : The Kicker (en) (Milestone)
- 1967 : Tetragon (en) (Milestone)
- 1969 : Power to the People (en) (Milestone)
- 1971 : In Pursuit of Blackness (en) (Milestone, avec quelques titres en concert)
- 1972 : Black Is the Color (en) (Milestone)
- 1973 : Multiple (en) (Milestone)
- 1974 : The Elements (en) (Milestone)
- 1975 : Canyon Lady (en) (Milestone)
- 1976 : Black Miracle (en) (Milestone)
- 1977 : Black Narcissus (en) (Milestone)
- 1977 : Barcelona (en) (Enja Records, avec quelques titres en concert)
- 1980 : Mirror Mirror (en) (Pausa Records)
- 1981 : Relaxin' at Camarillo (en) (Contemporary Records)
- 1991 : The Standard Joe (en)
- 1991 : Warm Valley (West Wind Records, sorti en 1998)
- 1992 : Lush Life: The Music of Billy Strayhorn (en) (Verve)
- 1993 : So Near, So Far (Musings for Miles) (en) (Verve)
- 1995 : Double Rainbow: The Music of Antonio Carlos Jobim (Verve)
- 1997 : Big Band (en) (Verve)
- 1997 : Porgy & Bess (en) (Verve)

### Albums en concert
- 1968 : Four (en) (Verve)
- 1968 : Straight, No Chaser (en) (Verve)
- 1970 : If You're Not Part of the Solution, You're Part of the Problem (en) (Milestone)
- 1971 : In Pursuit of Blackness (en) (Milestone, avec quelques titres en studio)
- 1971 : Joe Henderson in Japan (en) (Milestone)
- 1971 : In Concert (Philips) Enregistré au Japon, le disque est également sorti sous le titre Sunrise in Tokyo[1].
- 1977 : Barcelona (en) (Enja Records, avec quelques titres en studio)
- 1986 : The State of the Tenor, Vols. 1 & 2 (en)
- 1987 : An Evening with Joe Henderson (en)
- 1987 : Jazz Time II, "Blue Bossa" Live 1987, avec Kankawa (&Forest Music)[2]

### En coleader
- 1981 : Ballads By Four, avec Art Pepper, John Klemmer et Johnny Griffin (Galaxy)[3]
- 1981 : Live in Montreux, avec Chick Corea, Roy Haynes et Gary Peacock (Stretch, sorti en 1994)[4]
- 1982 : Jazz Patterns, avec Woody Shaw (Everest Records Archive Of Folk & Jazz Music)[5]
- 1982 : Echoes of an Era, avec Chaka Khan, Freddie Hubbard, Chick Corea, Stanley Clarke et Lenny White (Elektra)[6]
- 1982 : Echoes Of An Era 2 (The Concert), avec Nancy Wilson, Chick Corea, Stanley Clarke et Lenny White (Elektra)[7]
- 1982 : The Griffith Park Collection, avec Stanley Clarke, Chick Corea, Freddie Hubbard et Lenny White (Elektra)[8]
- 1982 : The Griffith Park Collection 2 In Concert, avec Stanley Clarke, Chick Corea, Freddie Hubbard et Lenny White (Elektra)[9]
- 1988 : Tenor Tribute, avec Arnett Cobb et Jimmy Heath (Soul Note)[10]

## En tant que sideman
Avec Kenny Dorham
- 1963 : Una Mas (Blue Note)
- 1964 : Trompeta Toccata (Blue Note)

Avec Grant Green
- 1963 : Am I Blue (Blue Note)
- 1963 : Idle Moments (Blue Note)
- 1964 : Solid (Blue Note, sorti en 1979)

Avec Antonio Diaz « Chocolaté » Mena
- 1963 : Eso Es Latin Jazz...Man!

Avec Johnny Coles
- 1963 : Little Johnny C (Blue Note)

Avec Blue Mitchell
- 1963 : Step Lightly (Blue Note, sorti en 1980)
- 1971 : Vital Blue (Mainstream)

Avec Andrew Hill
- 1963 : Black Fire (Blue Note)
- 1964 : Point of Departure (Blue Note)
- 1965 : Pax (Blue Note, sorti en partie en 1975, et en version complète en 2006)

Avec Lee Morgan
- 1963 : The Sidewinder (Blue Note)

Avec Bobby Hutcherson
- 1963 : The Kicker (Blue Note, sorti en 1999)
- 1966 : Stick-Up! (Blue Note)

Avec Freddie Roach
- 1964 : Brown Sugar (Blue Note)

Avec Horace Silver
- 1964 : Song for My Father (Blue Note)
- 1965 : The Cape Verdean Blues (Blue Note)

Avec Duke Pearson
- 1964 : Wahoo! (Blue Note)
- 1966 : Sweet Honey Bee (Blue Note)

Avec Freddie Hubbard
- 1965 : Blue Spirits (Blue Note)
- 1970 : Red Clay (CTI)
- 1970 : Straight Life (CTI)
- 1978 : Super Blue (Columbia)
- 1981 : A Little Night Music (Fantasy, sorti en 1983)

Avec Pete La Roca
- 1965 : Basra (Blue Note)

Avec Pete La Roca
- 1965 : Basra (Blue Note)

Avec Larry Young
- 1965 : Unity (Blue Note)

Avec Woody Shaw
- 1965 : In the Beginning (Muse, 1983, version enrichie en 1989 sous le titre Cassandranite)
- 1977 : Rosewood (Columbia)

Avec Nat Adderley
- 1966 : Sayin' Somethin' (Atlantic)
- 1966 : Live at Memory Lane (Atlantic)
- 1968 : The Scavenger (Milestone)

Avec Joe Zawinul
- 1966 : Money in the Pocket (Atlantic)

Avec Joe Zawinul
- 1966 : Money in the Pocket (Atlantic)

Avec Herbie Hancock
- 1966 : Blow-Up (MGM)
- 1969 : The Prisoner (Blue Note)
- 1969 : Fat Albert Rotunda (Warner)

Avec Roy Ayers
- 1966 : Virgo Vibes (Atlantic)
- 1976 : Daddy Bug & Friends (Atlantic)

Avec McCoy Tyner
- 1967 : The Real McCoy (Blue Note)
- 1991 : New York Reunion (Chesky)

Avec George Benson
- 1969 : Tell It Like It Is (A&M/CTI)

Avec Miroslav Vitouš
- 1969 : Mountain in the Clouds (Atlantic, sorti en 1972)

Avec Alice Coltrane
- 1970 : Ptah, the El Daoud (Impulse!)

Avec Luis Gasca
- 1971 : For Those Who Chant (Blue Thumb)
- 1974 : Born to Love You (Fantasy)

Avec Bill Cosby
- 1971 : Bill Cosby Presents Badfoot Brown and the Bunions Bradford Funeral Marching Band (Uni Records)

Avec Bill Evans / George Russell Orchestra
- 1972 : Living Time (Columbia)

Avec David Amram
- 1973 : Subway Night (RCA Victor)

Avec Babatunde Olatunji
- 1973 : Soul Makossa (Paramount)

Avec Ron Carter
- 1973 : All Blues (CTI)
- 1979 : Parade (Milestone)

Avec Johnny « Hammond » Smith
- 1973 : Higher Ground (CTI)

Avec Flora Purim
- 1973 : Butterfly Dreams (Milestone)
- 1977 : Encounter (Milestone)

Avec Charles Earland
- 1973 : Leaving This Planet (Prestige)

Avec Patrice Rushen
- 1974 : Prelusion (Prestige)

Avec Kenny Burrell
- 1975 : Ellington Is Forever, Ellington Is Forever Volume Two (Fantasy)

Avec Coke Escovedo
- 1976 : Comin' at Ya! (Mercury)

Avec Rick Laird
- 1976 : Soft Focus (Timeless Muse)

Avec Richard Davis
- 1977 : Way Out West (Muse)

Avec Roy Haynes
- 1979 : Vistalite (Galaxy)

Avec Jerry Rusch
- 1979 : Rush Hour (Jeru/Inner City)

Avec Art Farmer
- 1979 : Yama (CTI)

Avec J. J. Johnson
- 1979 : Pinnacles (Milestone)

Avec George Gruntz Concert Jazz Band
- 1980 : Live at the "Quartier Latin" Berlin (MPS)
- 1987 : Happening Now! (HatART)

Avec Joanne Brackeen
- 1980 : Ancient Dynasty (Tappan Zee)

Avec James Leary
- 1980 : Legacy (Blue Collar)

Avec All-Star Band
- 1980 : Aurex Jazz Festival: Jazz of the 80's (Eastworld)

Avec Lenny White
- 1981 : Echoes of an Era (Elektra Musician)
- 1981 : The Griffith Park Collection (Elektra Musician)
- 1982 : The Griffith Park Collection 2: In Concert (Elektra Musician)
- 1982 : Echoes of an Era 2: The Concert (Elektra Musician)

Avec Mal Waldron
- 1982 : One Entrance, Many Exits (Palo Alto)
- 1997 : Soul Eyes (BMG/RCA Victor)

Avec David Friesen
- 1983 : Amber Skies (Palo Alto), également paru sous le titre Voices)[11]

Avec Ornicar Big Band
- 1984 : Mais où est donc ornicar ? (IDA Records)[12]

Avec Randy Brecker
- 1986 : In the Idiom (Denon)

Avec The Paris Reunion Band
- 1986 : For Klook (Gazell)
- 1987 : Hot Licks (Sonet)
- 1988 : Jazzbühne Berlin '88 (Amiga)

Avec Wynton Marsalis
- 1987 : Thick in the South: Soul Gestures in Southern Blue, Vol. 1 (Columbia, sorti en 1991)

Avec Neil Swainson
- 1987 : 49th Parallel (Concord)

Avec Akio Sasajima
- 1987 : Akio with Joe Henderson (Muse)
- 1988 : Humpty Dumpty (BRC Jam)

Avec Frank Morgan
- 1988 : Reflections (Contemporary)

Avec Mulgrew Miller
- 1988 : The Countdown (Landmark)
- 1992 : Hand in Hand (Novus)

Avec Dave Eshelman's Jazz Garden Big Band
- 1988 : Sea Breeze Jazz (Justin Time)[13]

Avec Charlie Haden et Al Foster
- 1989 : The Montreal Tapes: Tribute to Joe Henderson (Verve, sorti en 2004)

Avec Jon Ballantyne
- 1988 : Deep (Justin Time)

Avec Jon Ballantyne Trio
- 1989 : Sky Dance (Justin Time)

Avec Donald Byrd
- 1989 : Getting Down to Business (Landmark)
- 1991 : A City Called Heaven (Landmark)

Avec Renee Rosnes
- 1990 : For the Moment (Blue Note)

Avec Ernie Wilkins
- 1990 : Kaleido Duke (Birdology)

Avec Kevin Hays
- 1990 : El Matador (Evidence)

Avec Bruce Hornsby
- 1990 : A Night on the Town (BMG, Henderson sur deux titres)

Avec Rebecca Coupe Franks
- 1991 : Suite of Armor (Justice)

Avec Donald Brown (en)
- 1991 : Cause and Effect (Muse)

Avec Valery Ponomarev
- 1991 : Profile (Reservoir)

Avec Walter Norris
- 1991 : Sunburst (Concord)

Avec Todd Coolman
- 1991 : Lexicon (Double-Time)

Avec James Williams
- 1991 : James Williams Meets the Saxophone Masters (DIW/Columbia)

Avec Joe Gilman
- 1991 : Treasure Chest (Timeless)

Avec Rickie Lee Jones
- 1991 : Pop Pop (Geffen, Henderson sur deux titres)

Avec Kenny Garrett
- 1992 : Black Hope (Warner Bros.)

Avec Bruce Forman
- 1992 : Forman on the Job (Kamei Recordings)[14]

Avec Kitty Margolis
- 1994 : Evolution

Avec Roy Hargrove
- 1994 : With the Tenors of Our Time (Verve, Henderson sur deux titres)

Avec Shirley Horn
- 1995 : The Main Ingredient (Verve, Henderson sur deux titres)

Avec Terence Blanchard
- 1995 : Jazz in Film (Sony Records)